# Simon Vroemen

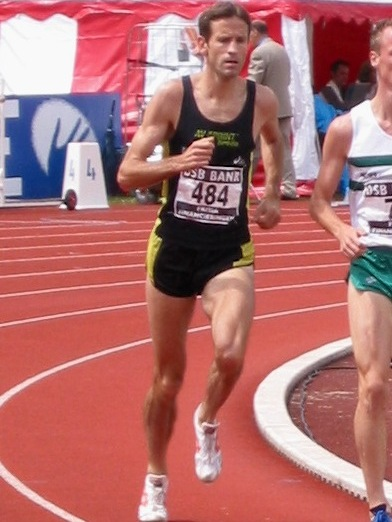
Vroemen behaalt in 2007 zijn elfde titel op de 3000 m steeple.

Simon Frans Vroemen (Delft, 11 mei 1969) is een voormalige Nederlandse atleet, die zich had gespecialiseerd in de 3000 m steeple. Naast vijftienvoudig Nederlands kampioen 3000 m steeple was hij tweevoudig Nederlands kampioen 1500 m, viervoudig Nederlands indoorkampioen 3000 m en enkelvoudig Nederlands kampioen veldlopen (korte cross). Ook had hij van 1994 tot ver in 2022 het Europese record op de Ekiden in handen. Als Nederlands record staat het echter nog altijd overeind.

## Biografie

### Studie en begin van de atletiek
Vroemen studeerde in 1992 af in de moleculaire wetenschappen aan de Wageningen Universiteit. Hij promoveerde op een onderzoek naar de inspanningsfysiologie van sprinkhanen. Daarna ging hij bij Shell werken als petroleumingenieur.
Als atleet legde hij zich tot enkele jaren na zijn afstuderen volledig toe op de 1500 m. Pas in 1994 begon hij zich te interesseren voor de 3000 m steeple. In die discipline boekte hij zijn internationale successen.

### Vele hoogtepunten
Simon Vroemen won in 2002 als enige van de 32 door Nederland afgevaardigde atleten een medaille op de Europese kampioenschappen in München. Hij veroverde zilver op de 3000 m steeple. Overigens was hij daar als favoriet voor de titel van start gegaan, omdat hij de maand ervoor in Monaco het achttien jaar oude Europese record van 8.07,62 had teruggebracht tot 8.06,91. Op de Olympische Spelen van 2004 in Athene werd hij in de olympische finale van datzelfde onderdeel zesde. Goud, zilver en brons gingen naar de Keniaanse specialisten Ezekiel Kemboi (8.05,81) voor Brimin Kipruto en Paul Kipsiele Koech.
Op 26 augustus 2005 verbeterde Vroemen tijdens de Memorial Van Damme in Brussel zijn eigen Europees record op de 3000 meter steeple tot 8.04,95. Met het Nederlandse team verbeterde hij op 23 november 1994 in Chiba ook het Nederlands record op de Ekiden naar 2:03.12.
Op zondag 8 oktober 2006, na de Vier Mijl van Groningen, werd hij door de KNAU benoemd tot lid van verdienste. Op 1 juli 2007 werd hij op 38-jarige leeftijd voor de elfde maal Nederlands kampioen 3000 m steeple. Zijn eindtijd was 8.34,40. Eigenlijk had hij al een punt gezet achter zijn sportcarrière en zou hij Dennis Licht hazen. Na 2000 meter was hij niet meer te houden en trok door tot de finish.

### Ziekte van Pfeiffer
In december 2007 werd bij Vroemen de ziekte van Pfeiffer geconstateerd. De atleet meldde op zijn website, dat hij veel moest rusten en voorlopig weinig zou trainen en geen wedstrijden deed. Bloedonderzoek wees uit dat hij een milde vorm van de ziekte had. Opmerkelijk genoeg had hij nog enkele maanden ervoor gedebuteerd op de preolympische marathon in Peking, waar hij met een tijd van 2:23.33 voor een debutant zeer goed presteerde. Een van zijn begeleiders daar was de inmiddels in Peking wonende voormalige snelwandelaar Jan Cortenbach.

### Olympische kwalificatie Peking 2008
Op 11 juni 2008 realiseerde Simon Vroemen in Cottbus een tijd van 8.12,50 op de 3000 m steeple, de derde seizoenstijd, waarmee hij zich royaal kwalificeerde voor de Olympische Spelen van Peking op die afstand. Op 26 mei had hij, optredend als haas, al 8.26 gelopen in een wedstrijd in Hoogeveen. Na de kwalificatie in Cottbus vroeg Vroemen een dopingtest aan om ook daadwerkelijk in aanmerking te komen. Hij testte echter positief en besloot, nog voordat de uitslag van de contra-expertise bekend was, om niet naar Peking te gaan. Op 17 juli 2008 bleek dat ook de contra-expertise positief was uitgevallen, hoewel er door Vroemen zelf vraagtekens gezet werden bij deze test.

### Doping
Bovendien kwam terzelfder tijd aan het licht, dat Vroemen in 2006 tijdens de EK 2006 gebruik had gemaakt van een zout-infuus, nadat hij voedselvergiftiging had opgelopen. Een dergelijk infuus mag volgens de Atletiekunie uitsluitend op medische indicatie en in een klinische omgeving worden aangewend. De WADA-regels in 2006 maken echter alleen melding van medische indicatie, die door de Nederlandse ploegarts gegeven werd. Zou de bewering over Vroemen juist zijn, dan zou hij destijds niet hebben gehandeld in strijd met de dopingregelgeving. Vroemen kreeg overigens al eerder, in 2004, een waarschuwing voor het te laat aanvragen van een officieel attest voor het gebruik van budesonide, waardoor hij destijds uit de uitslag werd geschrapt van een wedstrijd in Hengelo. Hij had gebruik van dit middel zelf gemeld bij de controle.

### Eerste dopingzaak: de Göteborg-affaire
Na onderzoek besloot de Nederlandse Dopingautoriteit in december 2008 echter toch een aanklacht tegen Vroemen in te dienen bij de IAAF. De Atletiekunie, die de zaak vervolgens voorlegde aan het Instituut Sportrechtspraak (ISR), ontving op 19 mei 2009 het bericht, dat Vroemen in het gelijk was gesteld en van de aanklacht was vrijgesproken. Volgens de tuchtcommissie van het ISR was nu middels verklaringen van drie artsen voldoende vastgesteld, dat er in Göteborg sprake was van ernstige uitdrogingsverschijnselen als gevolg van een opgelopen voedselvergiftiging. Hierdoor was een infuustherapie met zoutoplossing op medische gronden noodzakelijk. Zowel de Atletiekunie als de Dopingautoriteit tekenden beroep aan bij de commissie van beroep van het ISR. Vroemen werd echter ook in hoger beroep vrijgesproken. De Dopingautoriteit en Atletiekunie legden zich neer bij de definitieve vrijspraak van Vroemen.

### Tweede dopingzaak: de Cottbus-affaire
Op 29 januari 2010 werd bekend, dat het ISR Vroemen ook had vrijgesproken van het gebruik van het anabole middel metandiënon, waarvan hij was verdacht sinds zijn wedstrijd in Cottbus op 11 juni 2008. Het was daarmee de derde keer op rij dat Vroemen onschuldig bevonden werd. Het ISR stelde, dat het laboratorium in Keulen de regels had overtreden door het urinemonster vijf dagen ongekoeld te bewaren en ook was de uitkomst van de test niet door twee onafhankelijke wetenschappers bevestigd. De Atletiekunie gaf hierop aan, dat de schorsing van Vroemen per direct was opgeheven. Vroemen zelf gaf aan nog niet te weten, of hij een schadevergoeding ging vragen. De dopingautoriteit ging in beroep tegen de vrijspraak. In november 2010 werd Vroemen in dat beroep alsnog voor twee jaar geschorst. Aangezien hij van 21 juli 2008 tot 28 januari 2010 al voorlopig geschorst was geweest, liep het resterende deel van de nieuw opgelegde schorsing af op 3 mei 2011. Hij ging in beroep en op 13 september 2011 stelde het Hof van Arbitrage voor Sport (CAS) Vroemen in het ongelijk. Hij moest hierdoor de proceskosten betalen. Omdat de zaak meer dan twee jaar gesleept had, kon Vroemen per direct weer wedstrijden lopen.

### Dertiende, veertiende en vijftiende titel
Na afloop van zijn schorsing op 3 mei 2011 liep Vroemen in Veldhoven zijn eerste wedstrijd. Zijn tijd van 8.53,99 was op 29 juni 2011 direct de snelste tijd van dat seizoen in Nederland. Bij de Nederlandse kampioenschappen van 2011 in Amsterdam won Vroemen op 31 juli 2011 zijn dertiende titel op de 3000 m steeple, door als enige atleet onder de negen minutengrens te blijven: 8.56,92. Een jaar later (juni 2012) won Vroemen het Nederlands kampioenschap opnieuw, wederom in een tijd onder de 9 minuten: 8.51,67. Op 21 juli 2013 behaalde Vroemen zijn vijftiende titel in een tijd boven de 9 minuten.

## Straf door de Atletiekunie
De Atletiekunie trok in januari 2016 naar aanleiding van zijn dopinggebruik zijn Lidmaatschap van Verdienste van de Atletiekunie in.

## Nederlandse kampioenschappen
Outdoor
| Onderdeel                 | Jaar                                                                                     |
| ------------------------- | ---------------------------------------------------------------------------------------- |
| 1500 m                    | 1991, 1994                                                                               |
| 3000 m steeple            | 1995, 1997, 1999, 2000, 2001, 2002, 2003, 2004, 2005, 2006, 2007, 2008, 2011, 2012, 2013 |
| veldlopen (korte afstand) | 2005                                                                                     |

Indoor
| Onderdeel | Jaar                   |
| --------- | ---------------------- |
| 3000 m    | 1995, 2000, 2002, 2005 |

## Persoonlijke records
Baan
| Onderdeel      | Prestatie       | Datum             | Plaats    |
| -------------- | --------------- | ----------------- | --------- |
| 800 m          | 1.48,87         | 2 juli 1994       | Uden      |
| 1000 m         | 2.20,9          | 10 juli 1991      | Uden      |
| 1500 m         | 3.39,19         | 24 juli 1994      | Nijvel    |
| 1 Eng. mijl    | 4.04,19         | 12 september 1992 | Kevelaer  |
| 3000 m         | 7.58,38         | 9 juni 2001       | Leiden    |
| 5000 m         | 13.50,77        | 24 mei 1997       | Kerkrade  |
| 2000 m steeple | 5.26,08 (NR)    | 14 september 2002 | La Laguna |
| 3000 m steeple | 8.04,95 (ex-ER) | 26 augustus 2005  | Brussel   |

Weg
| Onderdeel      | Prestatie | Datum             | Plaats    |
| -------------- | --------- | ----------------- | --------- |
| halve marathon | 1:07.36   | 16 september 2007 | Groningen |
| marathon       | 2:23.33   | 21 oktober 2007   | Peking    |

Indoor
| Onderdeel | Prestatie | Datum           | Plaats   |
| --------- | --------- | --------------- | -------- |
| 1500 m    | 3.41,79   | 30 januari 1994 | Den Haag |

## Palmares

### 800 m
- 1995:  NK indoor - 1.52,46

### 1500 m
- 1991:  NK - 3.59,67
- 1994:  NK indoor - 3.47,78
- 1994: 3e in serie EK indoor in Parijs - 3.43,61
- 1994:  NK - 3.46,59
- 1995: 12e WK indoor - 3.48,39 (in serie 3.45,20)

### 3000 m
- 1995:  NK indoor - 8.24,63
- 1997:  NK indoor - 8.02,77
- 2000:  NK indoor - 8.19,70

### 3000 m steeple
Kampioenschappen
- 1995:  NK - 8.45,73
- 1996:  NK - 8.40,20
- 1997:  NK - 8.26,74
- 1997: 10e in ½ fin. WK - 8.48,66 (in serie 8.28,66)
- 1998:  NK - 8.47,31
- 1999:  NK - 8.30,85
- 1999: DNF in serie WK
- 2000:  NK - 8.35,57
- 2000: 12e OS - 8.37,87 (in ½ fin. 8.22,13)
- 2001:  NK - 8.41,67
- 2001: DNF in serie WK
- 2002:  NK - 8.30,02
- 2002:  EK - 8.24,45
- 2003:  NK - 8.51,29
- 2003: 7e WK - 8.13,71
- 2004:  NK - 8.54,02
- 2004: 6e OS - 8.13,25
- 2005:  NK - 8.54,08
- 2005: 5e WK - 8.16,76
- 2006:  NK - 8.20,61
- 2006: DNS EK (in serie 8.29,62)
- 2007:  NK - 8.35,40
- 2008:  NK - 8.26,12
- 2011:  NK - 8.56,92
- 2012:  NK - 8.51,67
- 2013:  NK - 9.13,22

Golden League-podiumplekken
- 2000:  Golden Gala – 8.13,45
- 2002:  Herculis – 8.06,91 (ER)
- 2003:  Memorial Van Damme – 8.09,18
- 2005:  Memorial Van Damme – 8.04,95 (ER)

### 10 km
- 1993:  Singelloop Utrecht
- 2007:  Drenthe Marathon - 31.12

### halve marathon
- 2007: 4e halve marathon van Enschede - 1:10.38
- 2007:  Stadmarathon Groningen - 1:07.35
- 2008: 20e City-Pier-City Loop - 1:11.55

### 30 km
- 2005:  Beekse Marathon - 1:41.32

### marathon
- 2007: 33e marathon van Peking - 2:23.33
- 2010: 34e marathon van New York - 2:28.17
- 2011: 32e marathon van Amsterdam - 2:24.11

### veldlopen
- 1994: 65e EK (9,50 km) te Alnwick - 29.43
- 1995: 173e WK (lange afstand = 12.020 m) te Durham - 39.24
- 1997: 5e NK (lange afstand = 12.300 m) - 38.09
- 1997: 149e WK (lange afstand = 12.333 m) te Turijn - 38.42
- 1999: 8e NK (lange afstand = 12.022 m) - 40.38
- 2000:  NK (lange afstand = 12,7 km) - 39.56
- 2000: 97e WK (lange afstand = 12.300 m) te Vilamoura - 39.06
- 2001: 59e EK (lange afstand = 9.150 m) te Thun - 29.48
- 2002:  NK (lange afstand = 12 km) - 40.35
- 2002: 102e WK (korte afstand = 4270 m) te Dublin - 13,39
- 2003: 62e EK (lange afstand = 10.095 m) te Edinburgh - 33.26
- 2004:  NK (korte afstand = 5000 m) - 15.22
- 2005:  NK (korte afstand = 4900 m) - 14.59

## Onderscheidingen
- KNAU-atleet van het jaar - 2000, 2002
- KNAU-lid van verdienste - 2006 (In 2016 ingetrokken wegens valsspel)[10]

- World Athletics: 14214729
- International Standard Name Identifier: 0000 0003 9193 3596
- Nederlandse Thesaurus van Auteursnamen: 164297154
- Virtual International Authority File: 285829879
- WorldCat: E39PBJv4qqgH7GP39HKr9XymVC